# Жанна де Шанталь
Жанна де Шанталь, Іоанна де Шанталь (повне ім'я Жанна Франсуаза (Іоанна Франциска) Фрем'є, баронеса де Шанталь; фр. Jeanne-Francoise Frémyot, baronne de Chantal; 23 січня 1572, Діжон — 13 грудня 1641, Мулен) — католицька свята, засновниця Ордену візитанток, сподвижниця святого Франциска Салезького.

## Біографія
Жанна Фрем'є народилася 23 січня 1572 року в Діжоні, (Бургундія, Франція) у впливовій бургундській сім'ї. Виховував її батько, довічний президент парламенту Бургундії, оскільки мати Жанни померла, коли їй було 18 місяців. У 20 років Жанна одружилася з бароном де Шанталь, від якого народила шістьох дітей (вижили четверо). У 28 років овдовіла, коли барон де Шанталь був випадково убитий на полюванні.
Після смерті чоловіка прийняла обітницю безшлюбності. Згідно з переказами, під час молитви побачила свого духовного пастиря у видінні.
В 1604 році, перебуваючи в Парижі, зустріла святого Франциска Салезького і впізнала його як людину із видіння. Фрем'є стала духовною ученицею і співробітницею святого, багаторічно листувалась з ним.
В день Пресвятої Трійці, 6 червня 1610 року Фрем'є разом зі святим Франциском заснувала Чин Відвідин Богоматері в місті Аннесí і стала його першою настоятелькою. Всього свята Жанна заснувала 69 монастирів Чину і до кінця життя сприяла його розвитку. 
Жанна де Шанталь написала кілька зразкових духовних творів, найважливішими з яких є «Духовні нотатки».
Також вона була бабусею по батьковій лінії французької письменниці Марі де Севіньє.

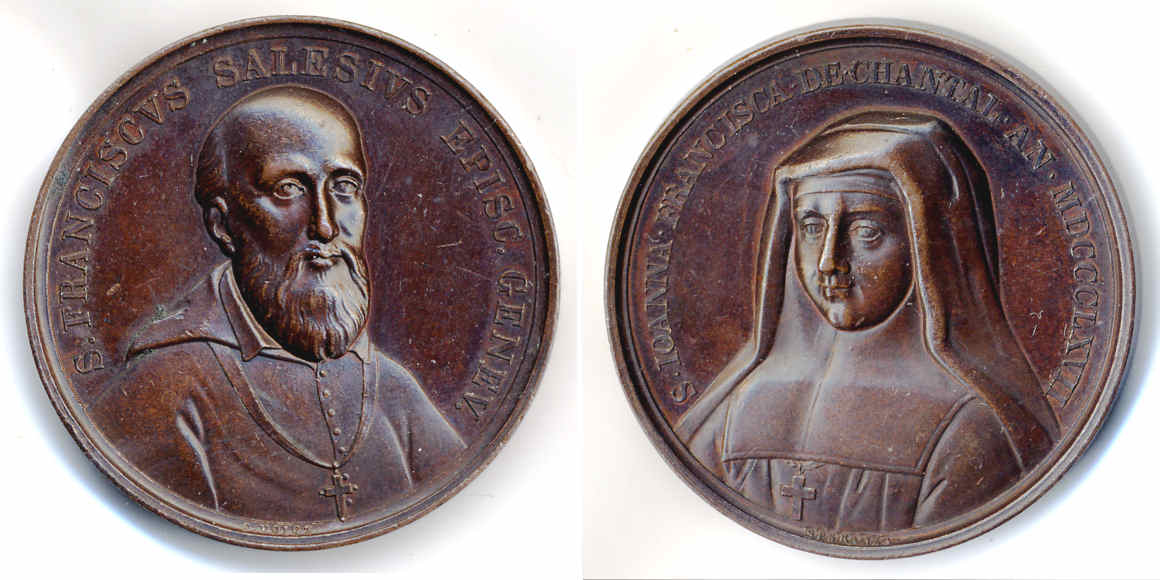
Франциск Салезький та Жанна де Шанталь, медаль 1867 року

Померла св. Жанна Де Шанталь 13 грудня 1641 року.

## Прославлення
Беатифікована 21 листопада 1751 року папою Бенедиктом XIV. Канонізована 16 липня 1767 року. Її мощі зберігаються в Ансі, в храмі Відвідин. Її пам'ять у Католицькій церкві відзначають 12 серпня.